# National Invitation Tournament 2022
El National Invitation Tournament 2022 fue la octogésima cuarta edición del National Invitation Tournament. La disputan 32 equipos, seleccionados entre los que no participaron el Torneo de la NCAA de 2022. Las tres primeras rondas se disputan en los pabellones de cada universidad, mientras que las semifinales y la final se jugarán en el Madison Square Garden de Nueva York. El campeón fue Xavier, que derrotó en una apretada final a Texas A&M, logrando su segundo título, 64 años después del primero.

## Equipos seleccionados
Los equipos y emparejamientos para el NIT 2022 fueron dados a conocer por el Comité NIT el domingo 13 de marzo. Se vuelve a la competición de 32 equipos por primera vez desde 2019. En 2021, Memphis ganó el título NIT.

### Clasificados automáticamente
| Equipo           | Conferencia | Record | Participaciones | Última invitación |
| ---------------- | ----------- | ------ | --------------- | ----------------- |
| Long Beach State | Big West    | 20–12  | 9.º             | 2016              |
| North Texas      | C-USA       | 24–6   | 1.º             | Nunca             |
| Towson           | CAA         | 25–8   | 1.º             | Nunca             |
| Cleveland State  | Horizon     | 20–10  | 6.º             | 2012              |
| Princeton        | Ivy League  | 23–5   | 7.º             | 2016              |
| Iona             | MAAC        | 25–7   | 7.º             | 2015              |
| Toledo           | MAC         | 26–7   | 11.º            | 2021              |
| Northern Iowa    | MVC         | 19–11  | 2.º             | 2012              |
| Nicholls         | Southland   | 21–11  | 1.º             | Nunca             |
| Alcorn State     | SWAC        | 15–15  | 3.º             | 1985              |
| Texas State      | Sun Belt    | 21–7   | 1.º             | Nunca             |

### Invitados
| Equipo            | Conferencia     | Record | Participaciones | Última invitación |
| ----------------- | --------------- | ------ | --------------- | ----------------- |
| Belmont           | Ohio Valley     | 25–7   | 5.º             | 2017              |
| BYU               | WCC             | 22–10  | 15.º            | 2018              |
| Colorado          | Pac-12          | 21–11  | 12.º            | 2019              |
| Dayton            | Atlantic 10     | 23–10  | 27.º            | 2021              |
| Florida           | SEC             | 19–13  | 11.º            | 2016              |
| Mississippi State | SEC             | 18–15  | 11.º            | 2021              |
| Missouri State    | Missouri Valley | 23–10  | 10.º            | 2011              |
| Oklahoma          | Big 12          | 18–15  | 8.º             | 2004              |
| Oregon            | Pac-12          | 19–14  | 12.º            | 2018              |
| Saint Louis       | Atlantic 10     | 23–11  | 20.º            | 2021              |
| Santa Clara       | WCC             | 21–11  | 5.º             | 1989              |
| SMU               | American        | 23–8   | 5.º             | 2021              |
| St. Bonaventure   | Atlantic 10     | 20–9   | 17.º            | 2016              |
| Texas A&M         | SEC             | 23–11  | 8.º             | 2015              |
| Utah State        | Mountain West   | 18–15  | 10.º            | 2008              |
| Vanderbilt        | SEC             | 17–16  | 13.º            | 2015              |
| VCU               | Atlantic 10     | 21–9   | 6.º             | 2008              |
| Virginia          | ACC             | 19–13  | 14.º            | 2013              |
| Wake Forest       | ACC             | 23–9   | 7.º             | 2006              |
| Washington State  | Pac-12          | 19–14  | 6.º             | 2011              |
| Xavier            | Big East        | 18–13  | 9.º             | 2019              |

## Cuadro final
|  | Primera ronda 15-16 de marzo | Primera ronda 15-16 de marzo | Primera ronda 15-16 de marzo |            |         | Segunda ronda 19-20 de marzo | Segunda ronda 19-20 de marzo | Segunda ronda 19-20 de marzo |    |  | Cuartos de final 22-23 de marzo | Cuartos de final 22-23 de marzo | Cuartos de final 22-23 de marzo |  |
|  |                              |                              |                              |            |         |                              |                              |                              |    |  |                                 |                                 |                                 |  |
|  |                              |                              |                              |            |         |                              |                              |                              |    |  |                                 |                                 |                                 |  |
|  | 1                            | Dayton^                      | 74                           |            |         |                              |                              |                              |    |  |                                 |                                 |                                 |  |
|  | 1                            | Dayton^                      | 74                           |            |         |                              |                              |                              |    |  |                                 |                                 |                                 |  |
|  |                              | Toledo                       | 55                           |            |         |                              |                              |                              |    |  |                                 |                                 |                                 |  |
|  |                              | Toledo                       | 55                           | 1          | Dayton^ | 68                           |                              |                              |    |  |                                 |                                 |                                 |  |
|  |                              |                              |                              | 1          | Dayton^ | 68                           |                              |                              |    |  |                                 |                                 |                                 |  |
|  |                              |                              | 4                            | Vanderbilt | 70*     |                              |                              |                              |    |  |                                 |                                 |                                 |  |
|  | 4                            | Vanderbilt                   | 4                            | Vanderbilt | 70*     | 82                           |                              |                              |    |  |                                 |                                 |                                 |  |
|  | 4                            | Vanderbilt                   |                              |            |         |                              |                              |                              |    |  |                                 |                                 |                                 |  |
|  |                              | Belmont                      | 71                           |            |         |                              |                              |                              |    |  |                                 |                                 |                                 |  |
|  |                              |                              |                              |            |         |                              | 4                            | Vanderbilt                   | 73 |  |                                 |                                 |                                 |  |
|  |                              |                              |                              |            |         |                              |                              |                              | 73 |  |                                 |                                 |                                 |  |
|  |                              |                              | 2                            | Xavier     | 75      |                              |                              |                              |    |  |                                 |                                 |                                 |  |
|  | 3                            | Florida                      | 2                            | Xavier     | 75      | 79                           |                              |                              |    |  |                                 |                                 |                                 |  |
|  | 3                            | Florida                      |                              |            |         |                              |                              |                              |    |  |                                 |                                 |                                 |  |
|  |                              | Iona                         | 74                           |            |         |                              |                              |                              |    |  |                                 |                                 |                                 |  |
|  |                              | Iona                         | 74                           | 3          | Florida | 56                           |                              |                              |    |  |                                 |                                 |                                 |  |
|  |                              |                              |                              | 3          | Florida | 56                           |                              |                              |    |  |                                 |                                 |                                 |  |
|  |                              |                              | 2                            | Xavier     | 72      |                              |                              |                              |    |  |                                 |                                 |                                 |  |
|  | 2                            | Xavier                       | 2                            | Xavier     | 72      | 72                           |                              |                              |    |  |                                 |                                 |                                 |  |
|  | 2                            | Xavier                       |                              |            |         |                              |                              |                              |    |  |                                 |                                 |                                 |  |
|  |                              | Cleveland State              | 68                           |            |         |                              |                              |                              |    |  |                                 |                                 |                                 |  |
|  |                              |                              |                              |            |         |                              |                              |                              |    |  |                                 |                                 |                                 |  |
|  |                              |                              |                              |            |         |                              |                              |                              |    |  |                                 |                                 |                                 |  |

^  Partido jugado en Toledo debido a que el UD Arena alberga los partidos de la  First Four del Torneo de la NCAA 2022.

^^  Partido jugado en Vanderbilt debido a que el UD Arena alberga el Torneo masculino de la OHSAA.
|  | Primera ronda 15-16 de marzo | Primera ronda 15-16 de marzo | Primera ronda 15-16 de marzo |                 |          | Segunda ronda 19-20 de marzo | Segunda ronda 19-20 de marzo | Segunda ronda 19-20 de marzo |    |  | Cuartos de final 22-23 de marzo | Cuartos de final 22-23 de marzo | Cuartos de final 22-23 de marzo |  |
|  |                              |                              |                              |                 |          |                              |                              |                              |    |  |                                 |                                 |                                 |  |
|  |                              |                              |                              |                 |          |                              |                              |                              |    |  |                                 |                                 |                                 |  |
|  | 1                            | Oklahoma                     | 89                           |                 |          |                              |                              |                              |    |  |                                 |                                 |                                 |  |
|  | 1                            | Oklahoma                     | 89                           |                 |          |                              |                              |                              |    |  |                                 |                                 |                                 |  |
|  |                              | Missouri State               | 72                           |                 |          |                              |                              |                              |    |  |                                 |                                 |                                 |  |
|  |                              | Missouri State               | 72                           | 1               | Oklahoma | 68                           |                              |                              |    |  |                                 |                                 |                                 |  |
|  |                              |                              |                              | 1               | Oklahoma | 68                           |                              |                              |    |  |                                 |                                 |                                 |  |
|  |                              |                              |                              | St. Bonaventure | 70       |                              |                              |                              |    |  |                                 |                                 |                                 |  |
|  | 4                            | Colorado                     | 68                           | St. Bonaventure | 70       |                              |                              |                              |    |  |                                 |                                 |                                 |  |
|  | 4                            | Colorado                     | 68                           |                 |          |                              |                              |                              |    |  |                                 |                                 |                                 |  |
|  |                              | St. Bonaventure              | 76                           |                 |          |                              |                              |                              |    |  |                                 |                                 |                                 |  |
|  |                              |                              |                              |                 |          |                              | .                            | St. Bonaventure              | 52 |  |                                 |                                 |                                 |  |
|  |                              |                              |                              |                 |          |                              |                              |                              | 52 |  |                                 |                                 |                                 |  |
|  |                              |                              | .                            | Virginia        | 51       |                              |                              |                              |    |  |                                 |                                 |                                 |  |
|  | 3                            | Mississippi State^           | .                            | Virginia        | 51       | 57                           |                              |                              |    |  |                                 |                                 |                                 |  |
|  | 3                            | Mississippi State^           |                              |                 |          |                              |                              |                              |    |  |                                 |                                 |                                 |  |
|  |                              | Virginia                     | 60                           |                 |          |                              |                              |                              |    |  |                                 |                                 |                                 |  |
|  |                              | Virginia                     | 60                           |                 | Virginia | 71*                          |                              |                              |    |  |                                 |                                 |                                 |  |
|  |                              |                              |                              |                 | Virginia | 71*                          |                              |                              |    |  |                                 |                                 |                                 |  |
|  |                              |                              | 2                            | North Texas     | 69       |                              |                              |                              |    |  |                                 |                                 |                                 |  |
|  | 2                            | North Texas                  | 2                            | North Texas     | 69       | 67*                          |                              |                              |    |  |                                 |                                 |                                 |  |
|  | 2                            | North Texas                  |                              |                 |          |                              |                              |                              |    |  |                                 |                                 |                                 |  |
|  |                              | Texas State                  | 63                           |                 |          |                              |                              |                              |    |  |                                 |                                 |                                 |  |
|  |                              |                              |                              |                 |          |                              |                              |                              |    |  |                                 |                                 |                                 |  |
|  |                              |                              |                              |                 |          |                              |                              |                              |    |  |                                 |                                 |                                 |  |

^ Partido disputado en Virginia debido a las obras en el Humphrey Coliseum.
|  | Primera ronda 15-16 de marzo | Primera ronda 15-16 de marzo | Primera ronda 15-16 de marzo |                  |               | Segunda ronda 19-20 de marzo | Segunda ronda 19-20 de marzo | Segunda ronda 19-20 de marzo |    |  | Cuartos de final 22-23 de marzo | Cuartos de final 22-23 de marzo | Cuartos de final 22-23 de marzo |  |
|  |                              |                              |                              |                  |               |                              |                              |                              |    |  |                                 |                                 |                                 |  |
|  |                              |                              |                              |                  |               |                              |                              |                              |    |  |                                 |                                 |                                 |  |
|  | 1                            | SMU                          | 68                           |                  |               |                              |                              |                              |    |  |                                 |                                 |                                 |  |
|  | 1                            | SMU                          | 68                           |                  |               |                              |                              |                              |    |  |                                 |                                 |                                 |  |
|  |                              | Nicholls                     | 58                           |                  |               |                              |                              |                              |    |  |                                 |                                 |                                 |  |
|  |                              | Nicholls                     | 58                           | 1                | SMU           | 63                           |                              |                              |    |  |                                 |                                 |                                 |  |
|  |                              |                              |                              | 1                | SMU           | 63                           |                              |                              |    |  |                                 |                                 |                                 |  |
|  |                              |                              | 4                            | Washington State | 75            |                              |                              |                              |    |  |                                 |                                 |                                 |  |
|  | 4                            | Washington State             | 4                            | Washington State | 75            | 63                           |                              |                              |    |  |                                 |                                 |                                 |  |
|  | 4                            | Washington State             |                              |                  |               |                              |                              |                              |    |  |                                 |                                 |                                 |  |
|  |                              | Santa Clara                  | 50                           |                  |               |                              |                              |                              |    |  |                                 |                                 |                                 |  |
|  |                              |                              |                              |                  |               |                              | 4                            | Washington State             | 77 |  |                                 |                                 |                                 |  |
|  |                              |                              |                              |                  |               |                              |                              |                              | 77 |  |                                 |                                 |                                 |  |
|  |                              |                              | 2                            | BYU              | 58            |                              |                              |                              |    |  |                                 |                                 |                                 |  |
|  | 3                            | Saint Louis                  | 2                            | BYU              | 58            | 68                           |                              |                              |    |  |                                 |                                 |                                 |  |
|  | 3                            | Saint Louis                  |                              |                  |               |                              |                              |                              |    |  |                                 |                                 |                                 |  |
|  |                              | Northern Iowa                | 80                           |                  |               |                              |                              |                              |    |  |                                 |                                 |                                 |  |
|  |                              | Northern Iowa                | 80                           |                  | Northern Iowa | 71                           |                              |                              |    |  |                                 |                                 |                                 |  |
|  |                              |                              |                              |                  | Northern Iowa | 71                           |                              |                              |    |  |                                 |                                 |                                 |  |
|  |                              |                              | 2                            | BYU              | 90            |                              |                              |                              |    |  |                                 |                                 |                                 |  |
|  | 2                            | BYU                          | 2                            | BYU              | 90            | 93                           |                              |                              |    |  |                                 |                                 |                                 |  |
|  | 2                            | BYU                          |                              |                  |               |                              |                              |                              |    |  |                                 |                                 |                                 |  |
|  |                              | Long Beach State             | 72                           |                  |               |                              |                              |                              |    |  |                                 |                                 |                                 |  |
|  |                              |                              |                              |                  |               |                              |                              |                              |    |  |                                 |                                 |                                 |  |
|  |                              |                              |                              |                  |               |                              |                              |                              |    |  |                                 |                                 |                                 |  |

|  | Primera ronda 15-16 de marzo | Primera ronda 15-16 de marzo | Primera ronda 15-16 de marzo |             |           | Segunda ronda 19-20 de marzo | Segunda ronda 19-20 de marzo | Segunda ronda 19-20 de marzo |    |  | Cuartos de final 22-23 de marzo | Cuartos de final 22-23 de marzo | Cuartos de final 22-23 de marzo |  |
|  |                              |                              |                              |             |           |                              |                              |                              |    |  |                                 |                                 |                                 |  |
|  |                              |                              |                              |             |           |                              |                              |                              |    |  |                                 |                                 |                                 |  |
|  | 1                            | Texas A&M                    | 74                           |             |           |                              |                              |                              |    |  |                                 |                                 |                                 |  |
|  | 1                            | Texas A&M                    | 74                           |             |           |                              |                              |                              |    |  |                                 |                                 |                                 |  |
|  |                              | Alcorn State                 | 62                           |             |           |                              |                              |                              |    |  |                                 |                                 |                                 |  |
|  |                              | Alcorn State                 | 62                           | 1           | Texas A&M | 75                           |                              |                              |    |  |                                 |                                 |                                 |  |
|  |                              |                              |                              | 1           | Texas A&M | 75                           |                              |                              |    |  |                                 |                                 |                                 |  |
|  |                              |                              |                              | Oregon      | 60        |                              |                              |                              |    |  |                                 |                                 |                                 |  |
|  | 4                            | Utah State                   | 72                           | Oregon      | 60        |                              |                              |                              |    |  |                                 |                                 |                                 |  |
|  | 4                            | Utah State                   | 72                           |             |           |                              |                              |                              |    |  |                                 |                                 |                                 |  |
|  |                              | Oregon                       | 83                           |             |           |                              |                              |                              |    |  |                                 |                                 |                                 |  |
|  |                              |                              |                              |             |           |                              | 1                            | Texas A&M                    | 67 |  |                                 |                                 |                                 |  |
|  |                              |                              |                              |             |           |                              |                              |                              | 67 |  |                                 |                                 |                                 |  |
|  |                              |                              | 2                            | Wake Forest | 52        |                              |                              |                              |    |  |                                 |                                 |                                 |  |
|  | 3                            | VCU                          | 2                            | Wake Forest | 52        | 90                           |                              |                              |    |  |                                 |                                 |                                 |  |
|  | 3                            | VCU                          |                              |             |           |                              |                              |                              |    |  |                                 |                                 |                                 |  |
|  |                              | Princeton                    | 79                           |             |           |                              |                              |                              |    |  |                                 |                                 |                                 |  |
|  |                              | Princeton                    | 79                           | 3           | VCU       | 74                           |                              |                              |    |  |                                 |                                 |                                 |  |
|  |                              |                              |                              | 3           | VCU       | 74                           |                              |                              |    |  |                                 |                                 |                                 |  |
|  |                              |                              | 2                            | Wake Forest | 80        |                              |                              |                              |    |  |                                 |                                 |                                 |  |
|  | 2                            | Wake Forest                  | 2                            | Wake Forest | 80        | 74                           |                              |                              |    |  |                                 |                                 |                                 |  |
|  | 2                            | Wake Forest                  |                              |             |           |                              |                              |                              |    |  |                                 |                                 |                                 |  |
|  |                              | Towson                       | 64                           |             |           |                              |                              |                              |    |  |                                 |                                 |                                 |  |
|  |                              |                              |                              |             |           |                              |                              |                              |    |  |                                 |                                 |                                 |  |
|  |                              |                              |                              |             |           |                              |                              |                              |    |  |                                 |                                 |                                 |  |

### Semifinales y final
Se jugarán en el Madison Square Garden en Nueva York el 29 y 31 de marzo
|  | Semifinales | Semifinales      | Semifinales |           |    | Final  | Final | Final |  |
|  |             |                  |             |           |    |        |       |       |  |
|  |             |                  |             |           |    |        |       |       |  |
|  |             | St. Bonaventure  | 77          |           |    |        |       |       |  |
|  |             | St. Bonaventure  | 77          |           |    |        |       |       |  |
|  | 2           | Xavier           | 84          |           |    |        |       |       |  |
|  | 2           | Xavier           | 84          |           | 2  | Xavier | 73    |       |  |
|  |             |                  |             |           | 2  | Xavier | 73    |       |  |
|  |             |                  | 1           | Texas A&M | 72 |        |       |       |  |
|  | 4           | Washington State | 1           | Texas A&M | 72 | 56     |       |       |  |
|  | 4           | Washington State |             |           |    | 56     |       |       |  |
|  | 1           | Texas A&M        | 72          |           |    |        |       |       |  |
|  | 1           | Texas A&M        | 72          |           |    |        |       |       |  |
|  |             |                  |             |           |    |        |       |       |  |

* Denota partido con prórroga.
| Campeón del NIT 2022 |
| -------------------- |
| Xavier 2º título     |